# Calliergonella schreberi
Calliergonella schreberi là một loài Rêu trong họ Amblystegiaceae. Loài này được (Willd. ex Brid.) Grout mô tả khoa học đầu tiên năm 1931.